# NGC 7352
NGC 7352 – grupa gwiazd znajdująca się w gwiazdozbiorze Cefeusza, przez niektóre źródła klasyfikowana jako gromada otwarta, przez inne uznawana za nieistniejącą (np. NASA/IPAC Extragalactic Database), co zapewne wynika z faktu, że słabo się wyróżnia na tle bogatego w gwiazdy rejonu Drogi Mlecznej. Odkrył ją John Herschel 24 września 1829 roku. Grupa ta znajduje się w odległości ok. 8,3 tys. lat świetlnych od Słońca oraz 31 tys. lat świetlnych od centrum Galaktyki.